# 盧溝橋
盧溝橋（ろこうきょう、ルーコウチアオ）は、中華人民共和国北京市の南西部・豊台区を流れる永定河（旧称・盧溝河）に架かる石造りのアーチ橋である。

## 概要
盧溝橋は金代の明昌3年（1192年）に完成し、その後度々修復が施されている。全長266.5m、11幅のアーチからなり、各アーチは長さ11m、扁平率0.69の楕円形。橋の欄干には、それぞれが異なる表情や姿をした計501基の獅子の彫像が置かれている。この獅子像の数を通行人が正確に数えることは難しいことから、中国語では「数えられないもの」のことを「盧溝橋の獅子」と言い表すこともある。
かつてこの地を訪れたマルコ・ポーロは、その著書『東方見聞録』の第4章の中で、この橋が「世界中どこを探しても匹敵するものがないほどの見事さ」と記した。そこから、西欧ではこの橋のことを「マルコポーロの橋」（伊：Ponte di Marco Polo、英：Marco Polo Bridge）と呼んでいる。

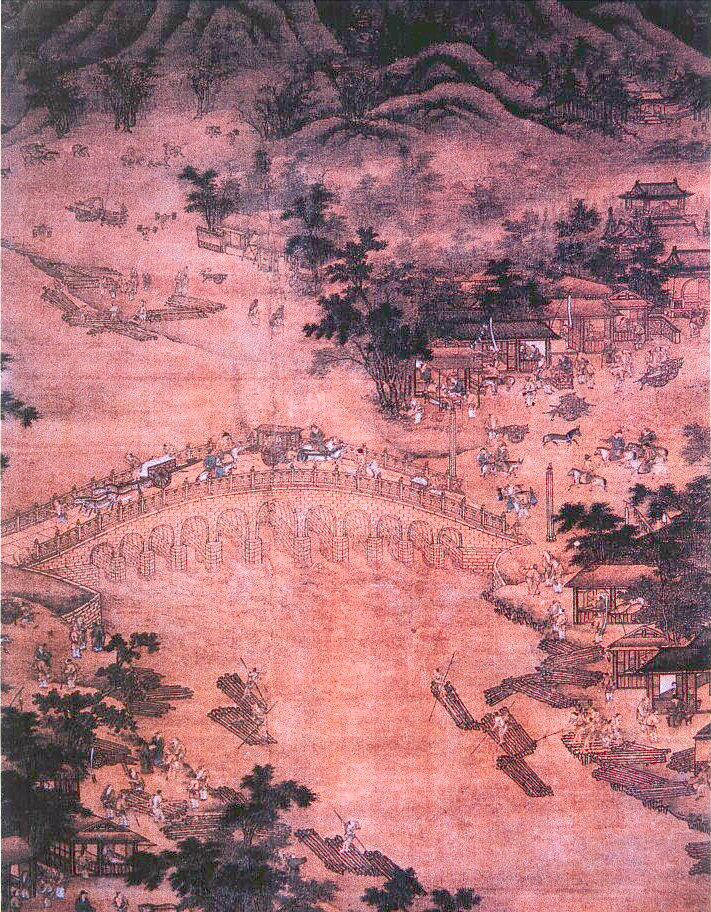
絵画に描かれた元時代の盧溝橋付近

盧溝橋の名は、民国26年（1937年）7月7日にこの地で起きた謎の発砲事件・盧溝橋事件の名とともに、日本でも広く知られるようになる。この事件が引き金となって日本の支那駐屯軍と中華民国の国民革命軍が衝突、これが日中戦争の発端となった。
中華人民共和国の成立後は、路面が舗装されて自動車の通行も可能になったが、橋の老朽化が著しく進行したため、1980年代には史跡保護を目的に大規模な修復工事が施され、以後自動車の通行は一切禁止された。路面は舗装されたままだが、橋の中央部には昔日の石畳が一部復元されている。

## 観光

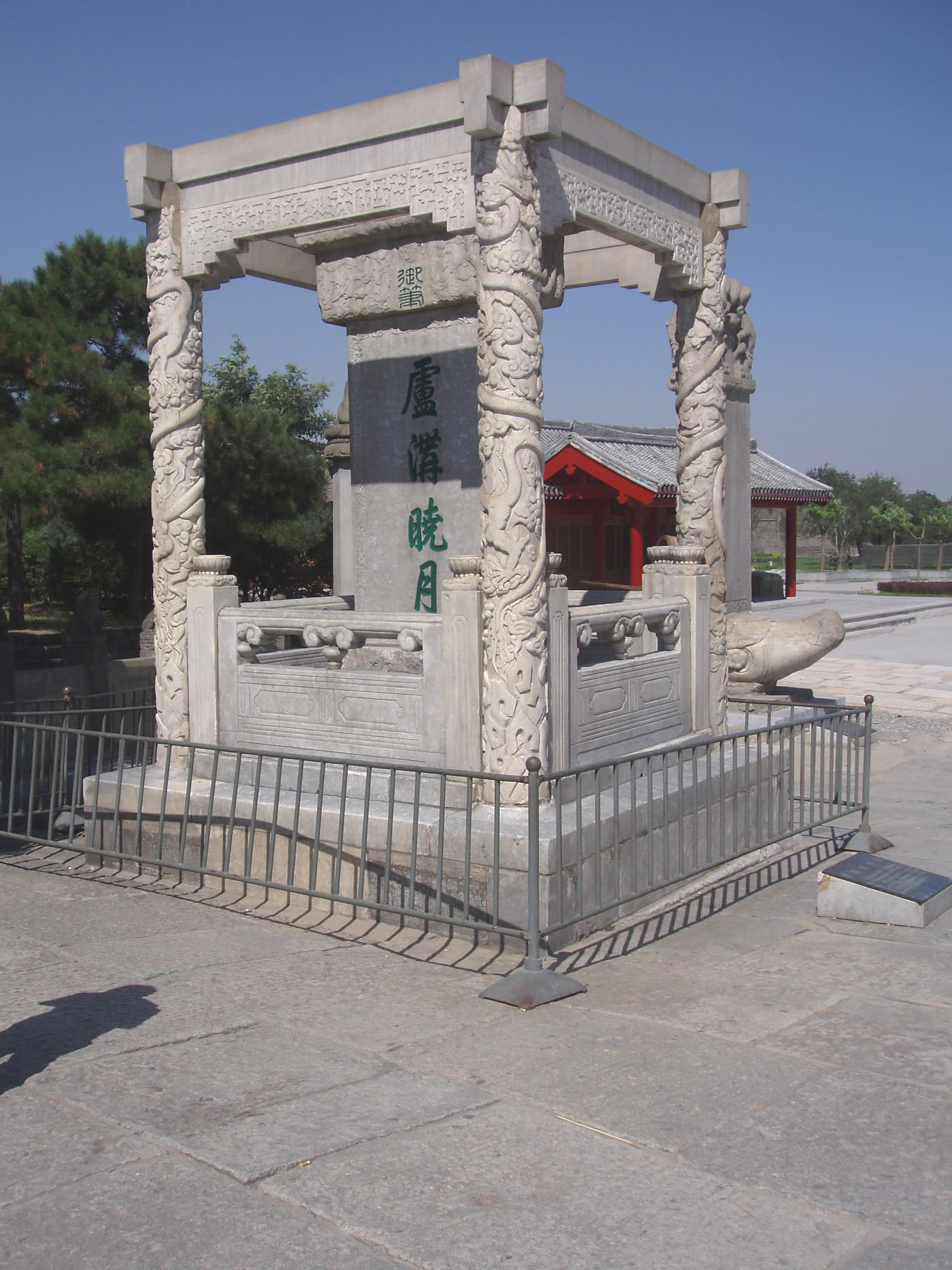
盧溝暁月の碑

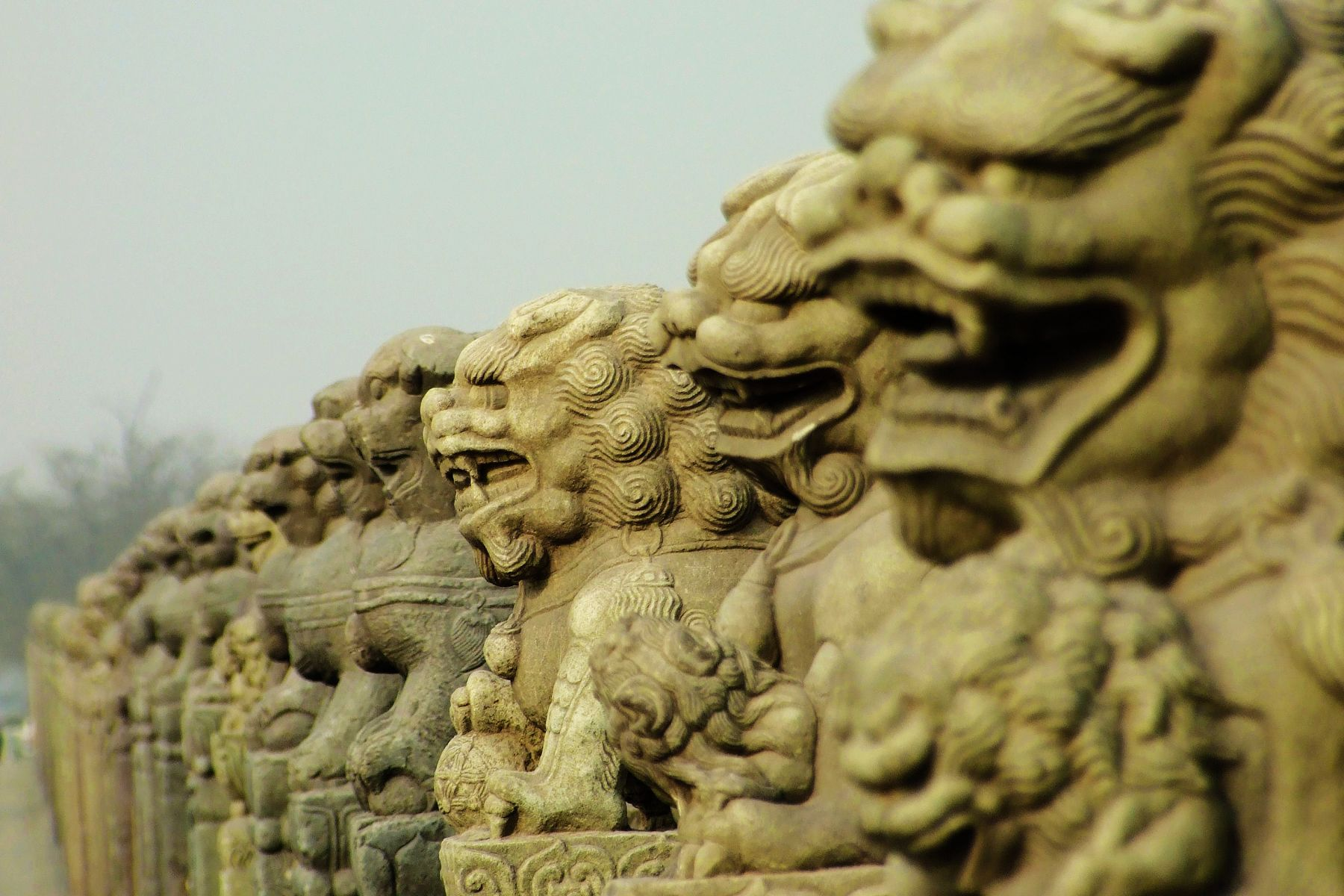
盧溝橋の獅子

- 橋のたもとには乾隆帝の筆と伝えられる「盧溝暁月」の石碑がある。皇帝がここで月を見たということから、現在も中秋の名月の夜には月見に多くの市民が訪れる。
- 東側には明末に建設された城郭都市・宛平県城があり、城内に中国人民抗日戦争紀念館がある。

## 交通
- 北京地下鉄16号線の宛平城駅
- 北京市内よりバスあるいはタクシー（京石高速道路を北京五環路とのジャンクションである宛平橋で下車）
- 北京から保定市方面に向かう列車に乗れば、車窓から見ることができる